# Liste der Biografien/Let
Liste der Biografien |
Portal Biografien |
Personensuche
# |
A |
B |
C |
D |
E |
F |
G |
H |
I |
J |
K |
L |
M |
N |
O |
P |
Q |
R |
S |
T |
U |
V |
W |
X |
Y |
Z |
?
 
La |
Lb |
Lc |
Le |
Lg |
Lh |
Li |
Lj |
Ll |
Lm |
Lo |
Lp |
Lt |
Lu |
Lv |
Lw |
Lx |
Ly |
Lz
 
Lea |
Leb |
Lec |
Led |
Lee |
Lef |
Leg |
Leh |
Lei |
Lej |
Lek |
Lel |
Lem |
Len |
Leo |
Lep |
Leq |
Ler |
Les |
Let |
Leu |
Lev |
Lew |
Lex |
Ley |
Lez
Die Liste der Biografien führt alle Personen auf, die in der deutschsprachigen Wikipedia einen Artikel haben. Dieses ist eine Teilliste mit 266 Einträgen von Personen, deren Namen mit den Buchstaben „Let“ beginnt.

## Let
- Let, Nike van der (* 1985), österreichische Schauspielerin, Sängerin und Autorin
- Let, Petrus van der (* 1949), österreichischer Regisseur und Autor

### Leta
- Letaief, Sofiane Ben (* 1966), tunesischer Tischtennisspieler
- Letailleur, Yannick (* 1986), kanadischer Biathlet
- Letang, Alan (* 1975), kanadischer Eishockeyspieler
- Letang, Kris (* 1987), kanadischer Eishockeyspieler
- L’Etang, Rémy Matthey de (* 1970), Schweizer Badmintonspieler
- Létard, Valérie (* 1962), französische Politikerin, Senatorin, Mitglied der Nationalversammlung und Wohnungsbauministerin
- Letard, Yannis (* 1998), französischer Fußballspieler
- Letarouilly, Paul (1795–1855), französischer Architekt, Kartograf und Graveur

### Letc
- Letcher, Chris, südafrikanischer Singer/Songwriter, Filmkomponist und Hochschullehrer
- Letcher, Cliff (1952–2004), australischer Tennisspieler
- Letcher, John (1813–1884), US-amerikanischer Politiker
- Letcher, Luke (* 1994), australischer Ruderer
- Letcher, Robert (1788–1861), US-amerikanischer Politiker, Gouverneur des Bundesstaates Kentucky

### Lete
- Lété, Christian (* 1944), französischer Jazzschlagzeuger
- Lete, Elene (* 2002), spanische Fußballtorhüterin
- Letele, Arthur (1916–1965), südafrikanischer und lesothischer Politiker
- Letelier Llona, Alfonso (1912–1994), chilenischer Komponist und Musikpädagoge
- Letelier Núñez, Jorge (1887–1966), chilenischer Maler
- Letelier, Juan Carlos (* 1959), chilenischer Fußballspieler
- Letelier, Orlando (1932–1976), chilenischer DiplomatOrlando Letelier (1932–1976)

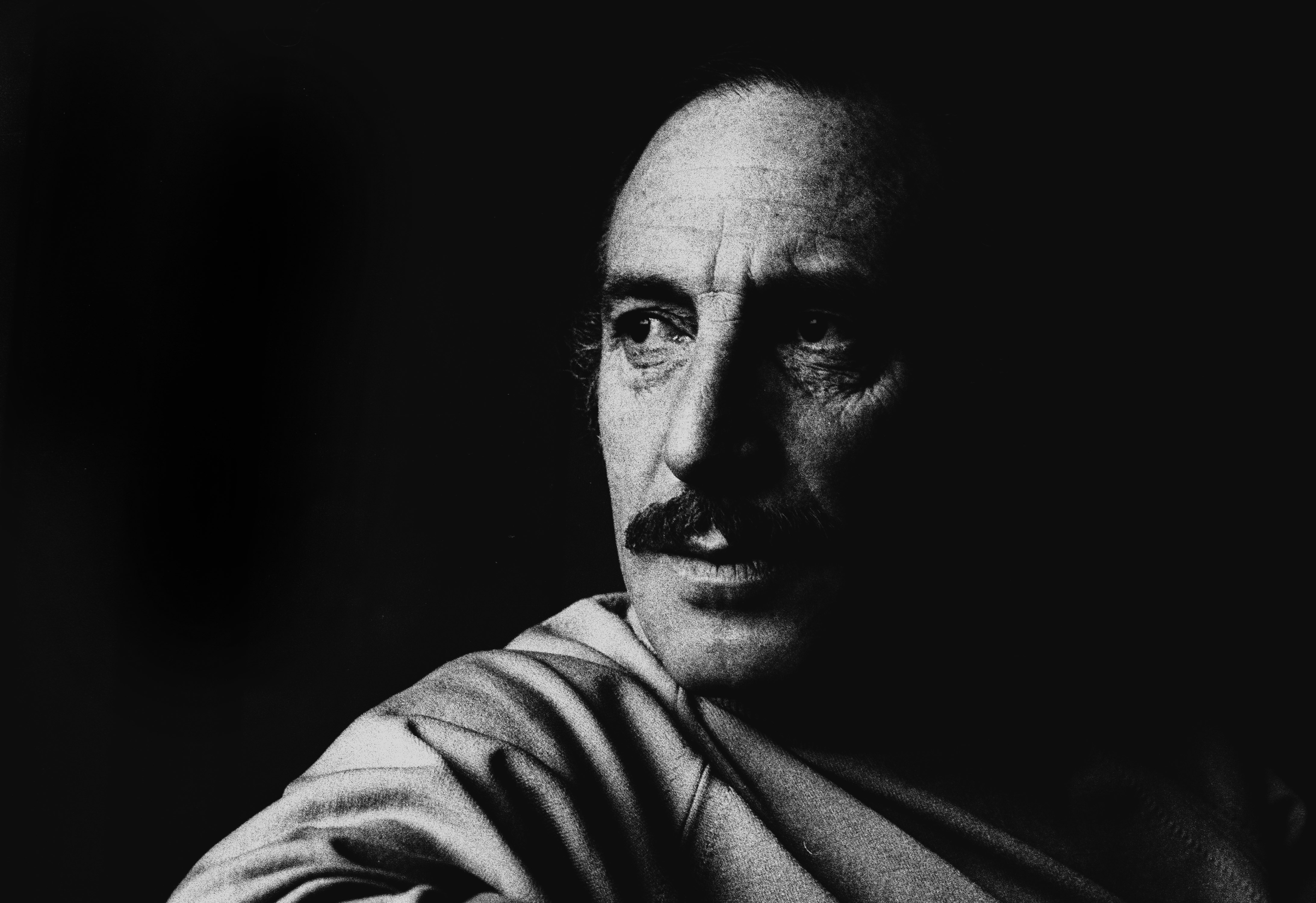
Orlando Letelier (1932–1976)

- Letellier de Saint-Just, Luc (1820–1881), kanadischer Politiker, Vizegouverneur von Québec
- Letellier, Alexandre (* 1990), französischer Fußballtorhüter
- Leten, Ronnie (* 1956), belgischer Wirtschaftsmanager
- Letendre, Conrad (1904–1977), kanadischer Organist, Komponist und Musikpädagoge
- Leteng, Hubertus (1959–2022), indonesischer Geistlicher, römisch-katholischer Bischof von Ruteng
- Letenská, Anna (1904–1942), tschechische Schauspielerin
- Leterme, Yves (* 1960), belgischer Politiker
- Leterrier, Catherine (* 1942), französische Kostümbildnerin und ehemalige Modeschöpferin
- Leterrier, François (1929–2020), französischer Filmregisseur und Drehbuchautor
- Leterrier, Louis (* 1973), französischer FilmregisseurLouis Leterrier (* 1973)

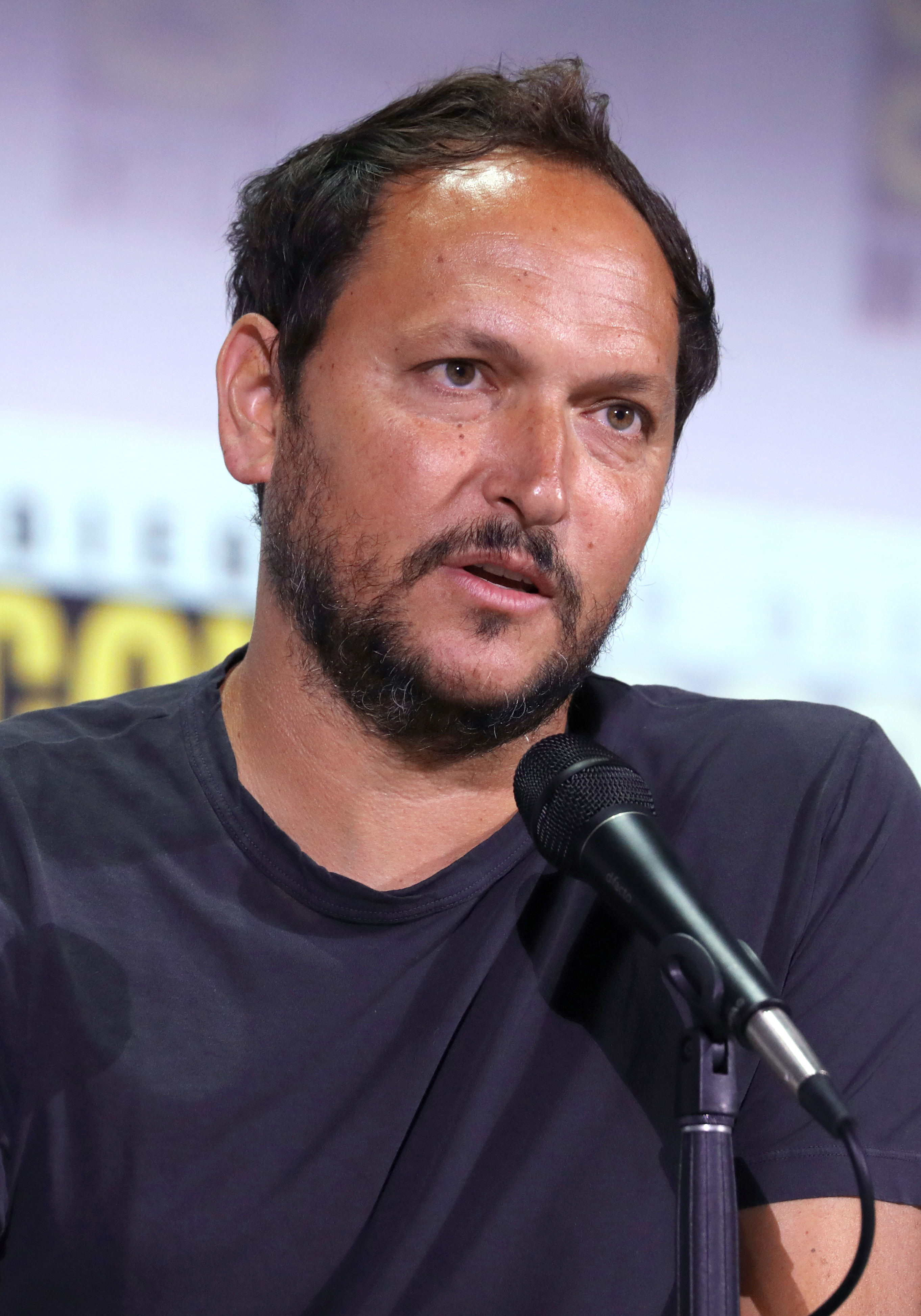
Louis Leterrier (* 1973)

- Letessier, Fernand (1914–1987), französischer Romanist und Herausgeber
- Letestu, Agnès (* 1971), französische Balletttänzerin
- Letestu, Mark (* 1985), kanadischer Eishockeyspieler und -trainer
- Letexier, François (* 1989), französischer Fußballschiedsrichter

### Leth
- Leth, Aksel (* 1988), dänischer Schauspieler
- Leth, Asger (* 1970), dänischer Filmregisseur und Drehbuchautor
- Leth, Emma (* 1990), dänisches Model und Schauspielerin
- Leth, Henrik (* 1961), dänischer Manager und Beamter
- Leth, Jens-Kristian (* 1982), dänischer Badmintonspieler
- Leth, Jørgen (* 1937), dänischer Filmemacher und Dichter
- Leth, Julie (* 1992), dänische Radrennfahrerin
- Leth, Karl (1861–1930), österreichischer Bankfachmann und Finanzminister
- Leth, Vera (* 1958), grönländische Juristin und Ombudsfrau des Inatsisartut
- Lethaby, William (1857–1931), englischer Architekt, Architekturhistoriker, Designer und Kunstpädagoge
- Lethal Bizzle (* 1983), englischer Musiker der Grimeszene
- Lethal, Jay (* 1985), US-amerikanischer Wrestler
- Lethaus, Bernd (* 1972), deutscher Kieferchirurg und Hochschullehrer
- Lethbridge, John (1675–1759), britischer Wollhändler und Erfinder
- Lethbridge, Lucy (* 1963), britische Schriftstellerin
- Lethbridge, Rob (* 1953), australischer Zehnkämpfer und Speerwerfer
- Lethem, Jonathan (* 1964), US-amerikanischer Schriftsteller
- Lethen, Helmut (* 1939), deutscher Germanist und KulturwissenschaftlerHelmut Lethen (* 1939)

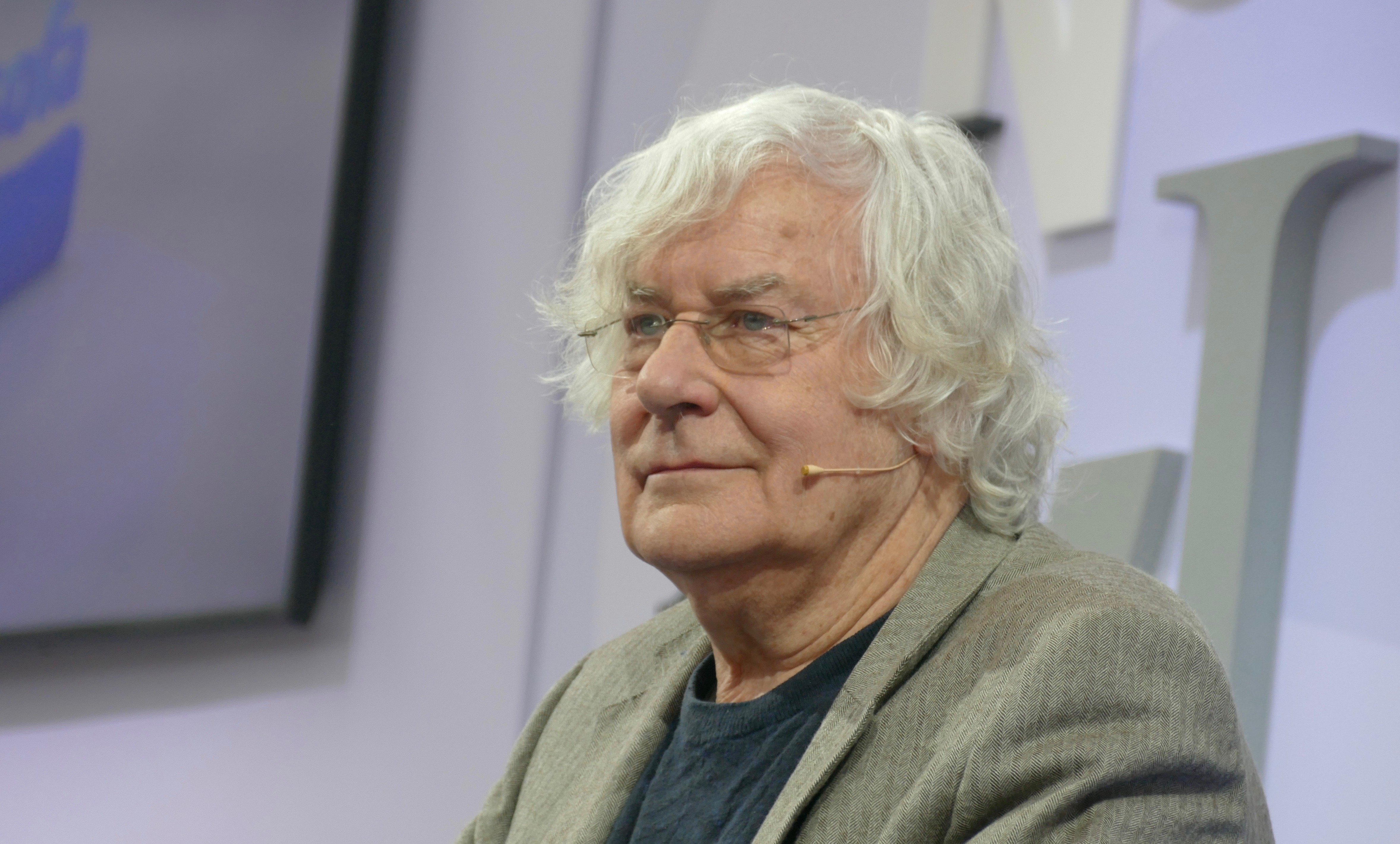
Helmut Lethen (* 1939)

- Letheren, Mark (* 1971), britischer Schauspieler
- Lethgau, Erich (1940–2020), deutscher Künstler
- Lethmate, Kaspar Friedrich von (1652–1714), kurbrandenburger Generalmajor
- Lethner, Johann Baptist († 1782), Baumeister
- Lethuc, König der Langobarden

### Leti
- Leti, Gregorio (1630–1701), italienischer Historiker und Satiriker
- Letica, Karlo (* 1997), kroatischer Fußballtorhüter
- L’Etienne, Thomas (* 1956), deutscher Jazzmusiker (Klarinette, Saxophone, Arrangement, Komposition)
- Letizia von Spanien (* 1972), spanische KöniginLetizia von Spanien (* 1972)

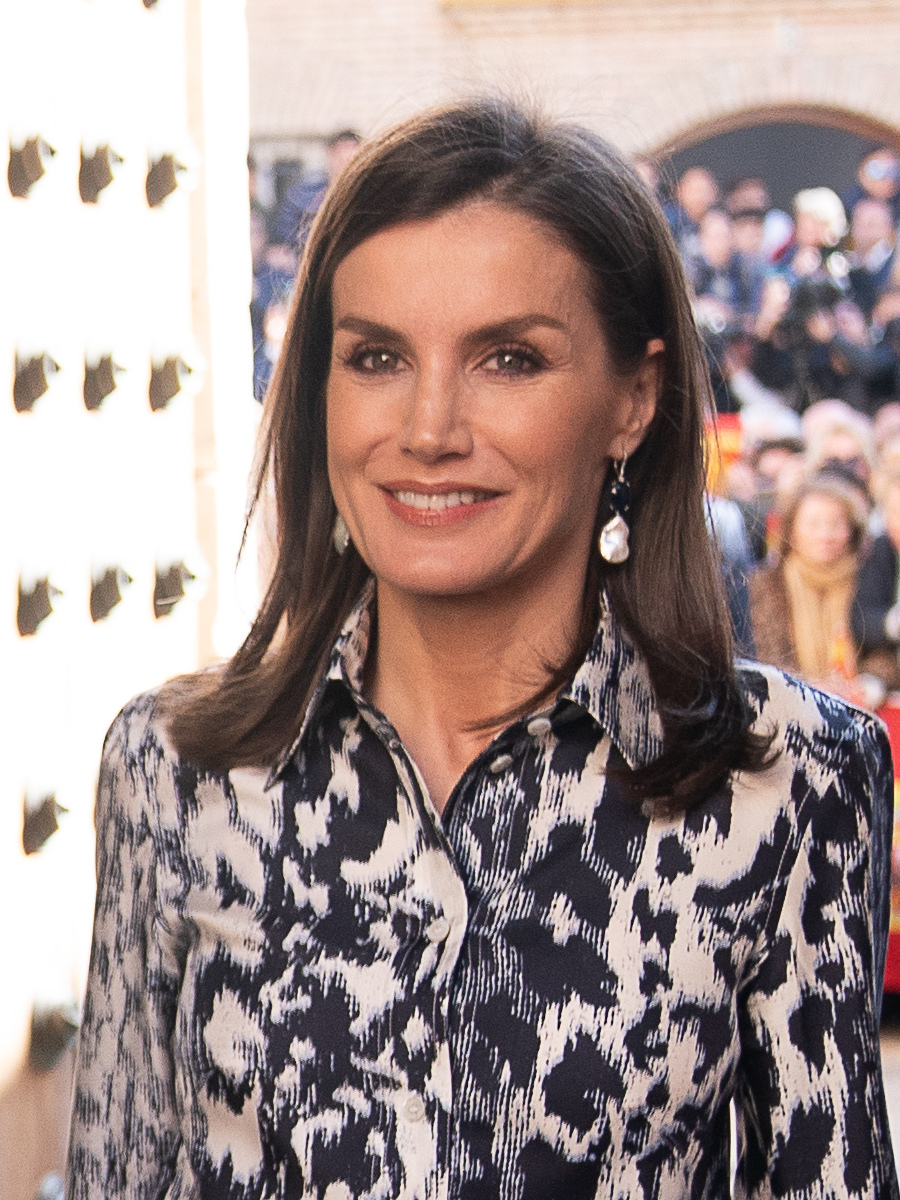
Letizia von Spanien (* 1972)

- Letizky, Bernhard (* 1944), österreichischer Schauspieler

### Letk
- Letkow, Andrei Iwanowitsch (1903–1942), sowjetischer Politiker
- Letkowski, Christoph (* 1982), deutscher Schauspieler

### Letl
- Letley, Matt (* 1961), britischer Schlagzeuger
- Letlow, Julia (* 1981), US-amerikanische Politikerin der Republikanischen Partei
- Letlow, Luke (1979–2020), US-amerikanischer Geschäftsmann und Politiker
- Letlow, Russ (1913–1987), US-amerikanischer American-Football-Spieler

### Letm
- Letmaier, Josef (1924–2002), österreichischer Baumeister und Politiker (ÖVP), Abgeordneter zum Nationalrat
- Letman, Johnny (1917–1992), US-amerikanischer Jazztrompeter
- Letmathe, Franz von (1575–1638), deutscher römisch-katholischer Geistlicher und Domherr
- Letmathe, Heidenreich von († 1625), Domdechant in Münster und Paderborn
- Letmathe, Heinrich von (* 1597), deutscher römisch-katholischer Geistlicher und Domherr
- Letmathe, Johann von, Subdiakon und Domherr in Münster
- Letmathe, Michael (* 1984), deutscher Theaterregisseur und Dramaturg

### Letn
- Letnik, Harald (* 1982), österreichischer Fußballspieler und Trainer

### Leto
- Leto, französischer Rapper
- Leto, Antonino (1844–1913), italienischer Maler
- Leto, Bob, US-amerikanischer Jazzmusiker (Schlagzeug)
- Leto, Jared (* 1971), US-amerikanischer Schauspieler und SängerJared Leto (* 1971)

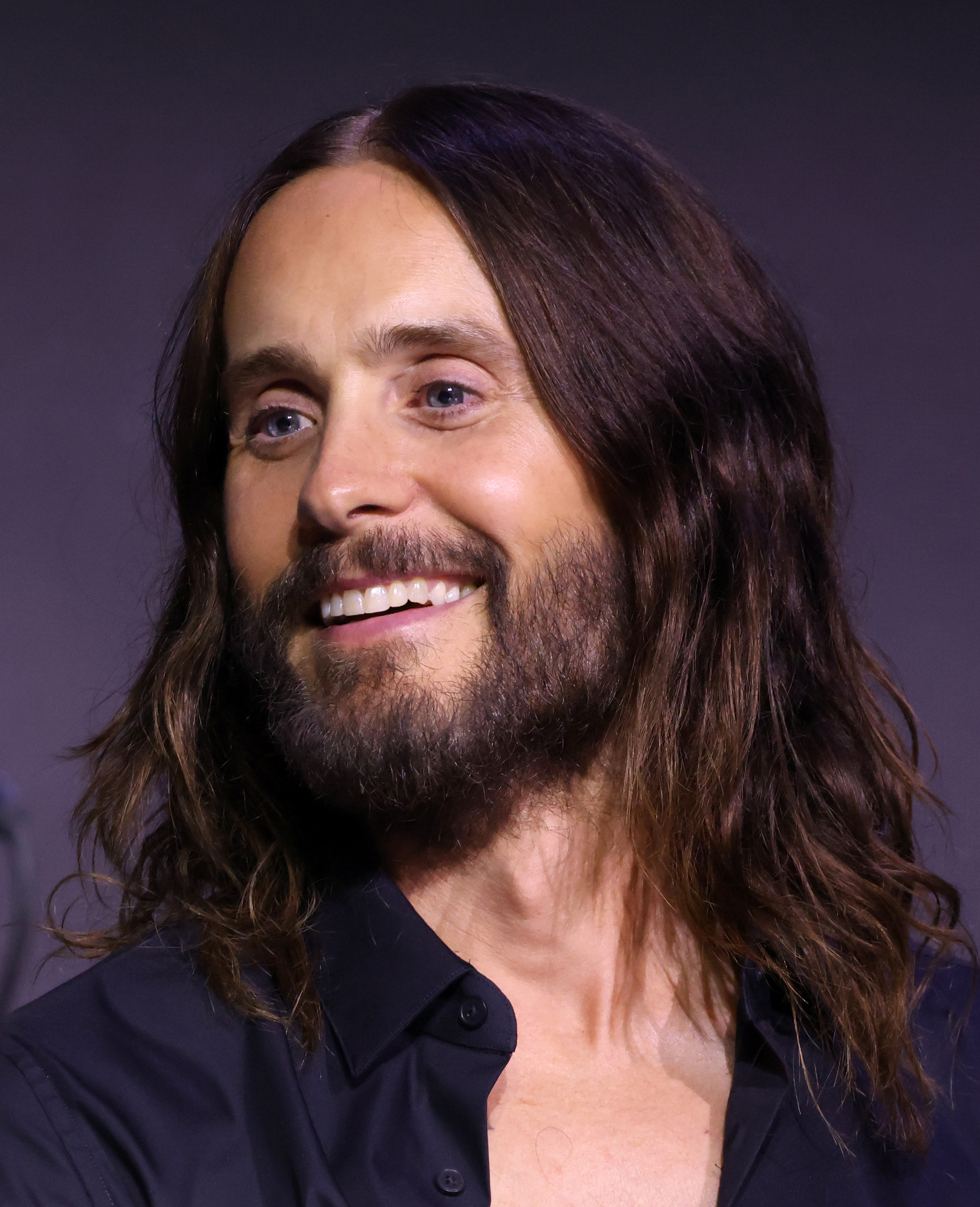
Jared Leto (* 1971)

- Leto, Marco (1931–2016), italienischer Film- und Fernsehregisseur sowie Drehbuchautor
- Leto, Sebastián (* 1986), argentinischer Fußballspieler
- Leto, Shannon (* 1970), US-amerikanischer Schlagzeuger und Fotograf
- Letocart, Henri (1866–1945), französischer Organist und Komponist
- Letocha, Paul (1834–1911), deutscher Jurist und Politiker (Zentrum), MdR
- Letocha, Thomas (* 1958), deutscher Drehbuch-, Theater- und Romanautor
- Łętocha, Urszula (* 1994), polnische Skilangläuferin
- Letochow, Wladilen Stepanowitsch (1939–2009), russischer Physiker
- Letoh (* 1993), deutscher Rapper
- Letona, Lilian Mercedes (1954–1983), salvadorianische Guerillera und Revolutionärin
- Letondal, Arthur (1869–1956), kanadischer Organist, Musikpädagoge und Komponist
- Letondal, Paul (1831–1894), kanadischer Organist, Pianist, Cellist, Komponist und Musikpädagoge
- Letonja, Helge (* 1970), österreichischer Choreograph
- Letonja, Marko (* 1961), slowenischer Dirigent
- Letonja, Wilhelm (1915–1942), deutscher Kriegsdienstverweigerer im Zweiten Weltkrieg
- Letorey, Omer (1873–1938), französischer Organist, Chordirigent und Komponist
- Letorey, Pierre Henry Ernest (1867–1947), französischer Komponist
- Letort, Désiré (1943–2012), französischer Radrennfahrer
- Letort, Louis-Michel (1773–1815), französischer General
- Letort, Pierre (1922–1993), französischer Fußballspieler
- Letoublon, Pascal (* 1997), französischer Musikproduzent der EDM
- Létourdie, Bessey de (1962–2006), seychellische Sprinterin
- Létourneau, Antonio (1885–1948), kanadischer Organist und Musikpädagoge
- Letourneau, Brian (* 1980), US-amerikanischer Biathlet
- Letourneau, Charles (1831–1902), französischer Anthropologe
- Létourneau, Claude (1924–2012), kanadischer Geiger und Musikpädagoge
- Létourneau, Fanny (* 1979), kanadische Synchronschwimmerin
- Letourneau, Jean (1907–1986), französischer Politiker
- Létourneau, Jean (1921–2018), kanadischer Hornist, Sänger, Chorleiter und Musikpädagoge
- Létourneau, Marthe (1916–1998), kanadische Sängerin und Gesangslehrerin
- LeTourneau, Mary Kay (1962–2020), US-amerikanische (ehemalige) Lehrerin
- Létourneau, Omer (1891–1983), kanadischer Organist, Pianist, Komponist, Musikverleger und -pädagoge
- Létourneau, Paul (1916–2001), kanadischer Geiger und Musikpädagoge
- Létourneau, Pierre (* 1938), kanadischer Singer-Songwriter
- Létourneau-Leblond, Pierre-Luc (* 1985), kanadischer Eishockeyspieler
- Letourneur, Alfred (1907–1975), französischer Radrennfahrer
- Letourneur, Denise (1923–1984), Schweizer Musikerin
- Letourneur, Sophie (* 1978), französische Regisseurin und Drehbuchautorin
- Letovsky, Stanislav (1890–1965), US-amerikanischer Komponist und Pianist böhmischer Herkunft
- Letow, Jegor (1964–2008), russischer RocksängerJegor Letow (1964–2008)

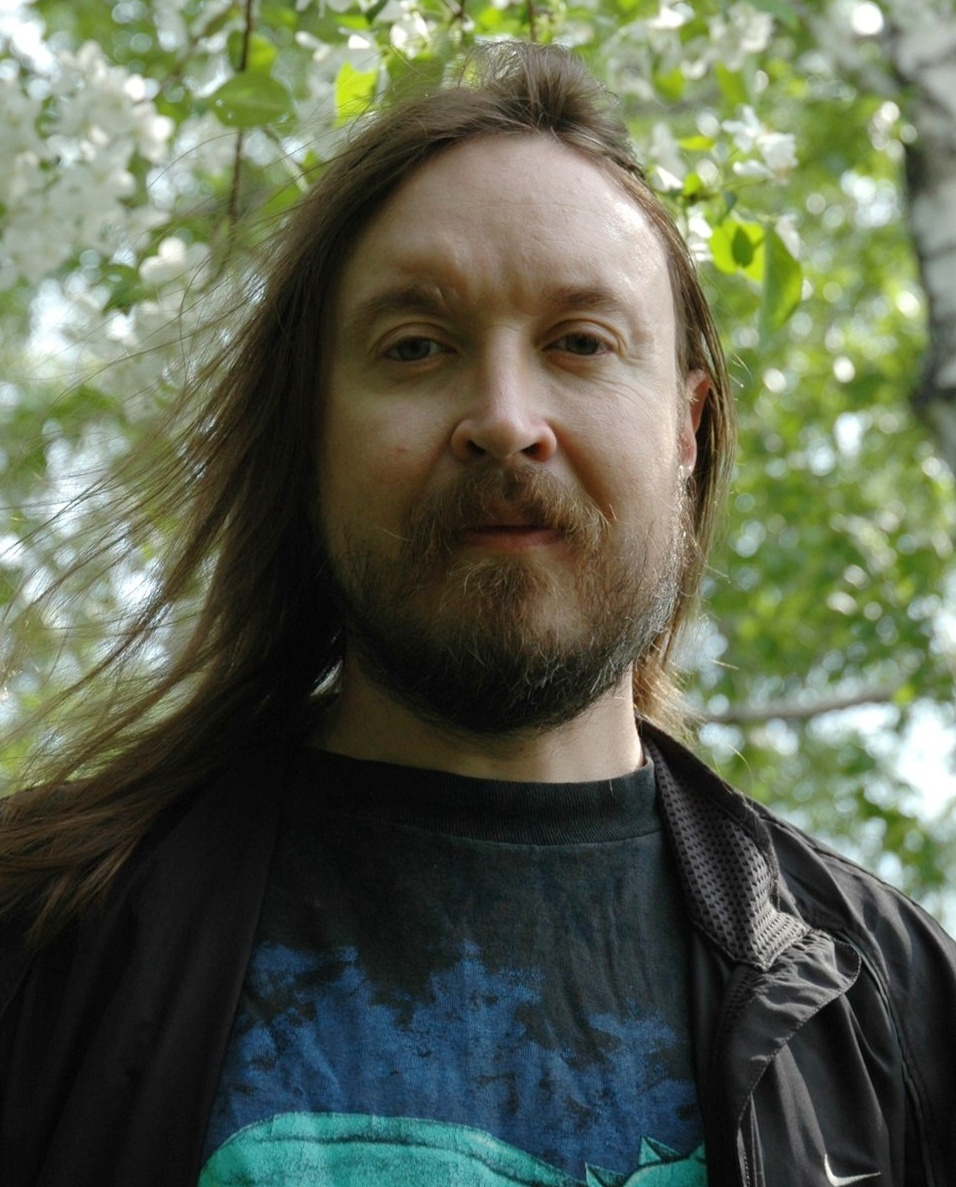
Jegor Letow (1964–2008)

- Letowski, Trevor (* 1977), kanadischer Eishockeyspieler und -trainer

### Letr
- Letrari, Laura (* 1989), italienische Schwimmerin (Südtirol)
- Letronne, Jean Antoine (1787–1848), französischer Altertumswissenschaftler
- Letronne, Louis (1788–1841), französischer Porträtminiaturmaler, Zeichner und Lithograph

### Lets
- Letsch, Gottlieb Wilhelm, deutscher Mühlenbesitzer
- Letsch, Hans (1924–2015), Schweizer Politiker (FDP)
- Letsch, Herbert (* 1928), deutscher Kultur- und Kunstwissenschaftler
- Letsch, Léon (* 1927), luxemburgischer Fußballspieler
- Letsch, Louis (1856–1940), österreichisch-elsässischer Maler
- Letsch, Thomas (* 1968), deutscher FußballtrainerThomas Letsch (* 1968)

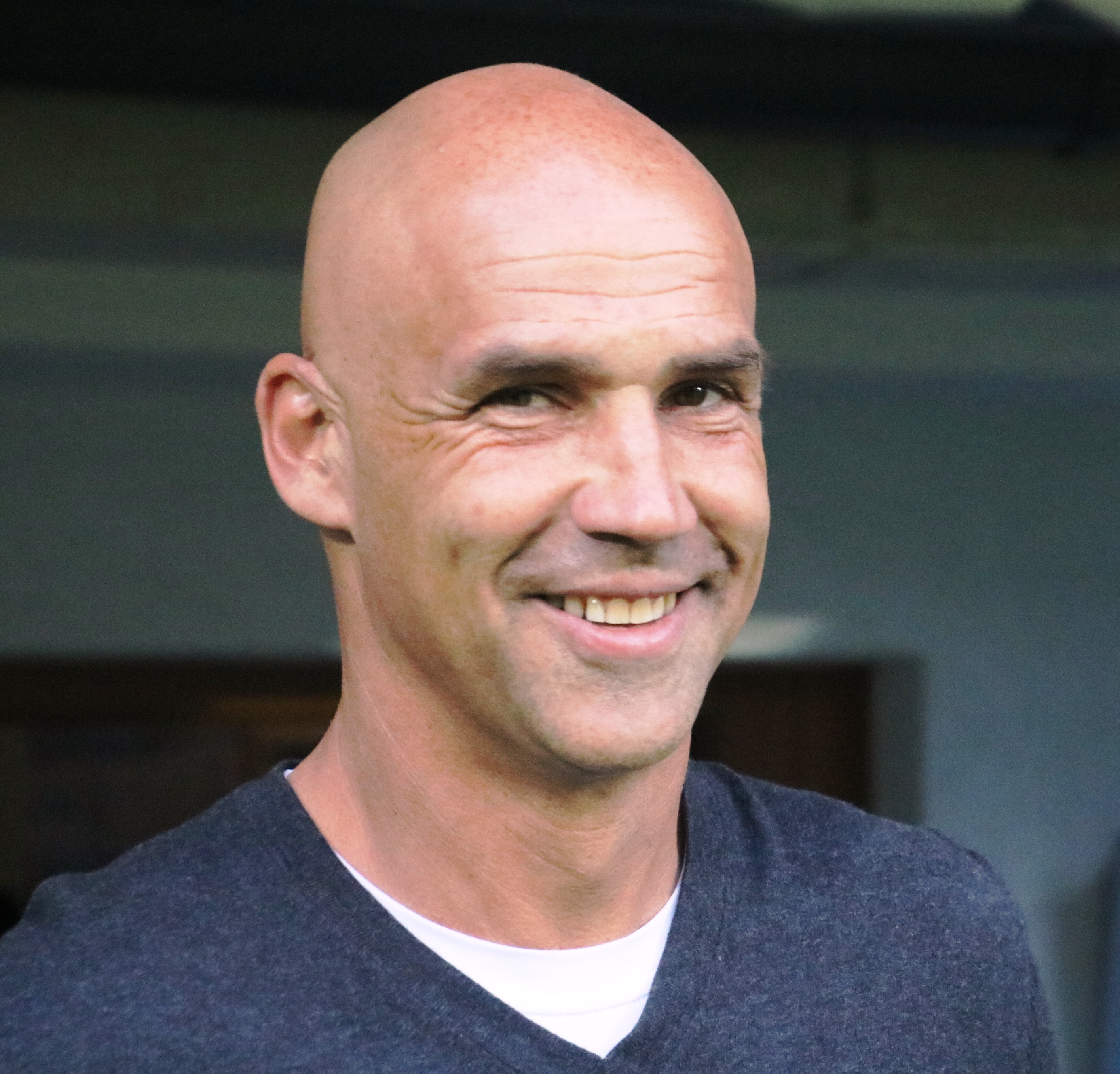
Thomas Letsch (* 1968)

- Letsch, Walter (1895–1965), deutscher Beamter
- Letsche, Curt (1912–2010), deutscher Schriftsteller
- Letscher, Matt (* 1970), US-amerikanischer Schauspieler
- Letschert, Lotte (* 1983), deutsche Filmschauspielerin
- Letschert, Rianne (* 1976), niederländische Rechtswissenschaftlerin und Hochschullehrerin
- Letschert, Timo (* 1993), niederländischer Fußballspieler
- Letschewa, Wessela (* 1964), bulgarische Sportschützin
- Letschizki, Platon Alexejewitsch (1856–1923), russischer General
- Letschkow, Jordan (* 1967), bulgarischer Fußballspieler
- Letseka, Joseph (* 1953), lesothischer Leichtathlet
- Letsholonyane, Reneilwe (* 1982), südafrikanischer Fußballspieler
- LetsHugo (* 2003), luxemburgischer Streamer und Webvideoproduzent
- Letsie I. (1811–1891), Oberhaupt der Basotho
- Letsie II. († 1913), Oberhaupt der Basotho
- Letsie III. (* 1963), lesothischer KönigLetsie III. (* 1963)

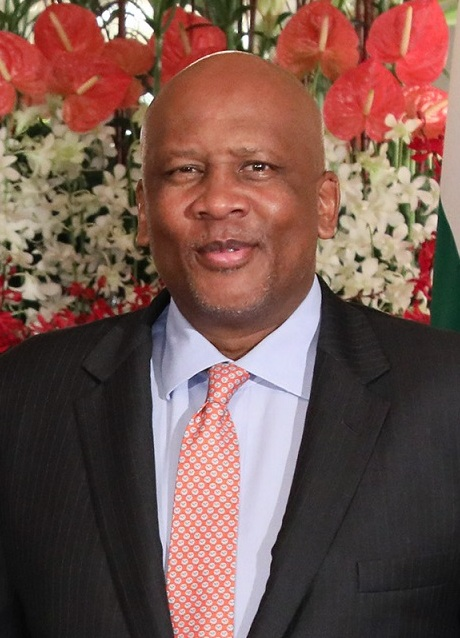
Letsie III. (* 1963)

- Letsinger, Robert L. (1921–2014), US-amerikanischer Chemiker

### Lett
- Lett, Leon (* 1968), US-amerikanischer American-Football-Spieler
- Letta, Enrico (* 1966), italienischer Politiker (PD), Mitglied der Camera dei deputati, MdEP und Ministerpräsident
- Letta, Gianni (* 1935), italienischer Politiker
- Lettau, André, deutscher Pokerspieler
- Lettau, Heinz (1909–2005), deutscher Meteorologe
- Lettau, Reinhard (1929–1996), deutsch-amerikanischer Schriftsteller
- Lettberg, Maria (* 1970), schwedische Pianistin
- Lette, Wilhelm Adolf (1799–1868), deutscher Sozialpolitiker und Jurist
- Lettenbauer, Adolf (1923–2016), deutscher Politiker (SPD), MdL und Erster Bürgermeister von Schwabmünchen
- Lettenbauer, Eva (* 1992), deutsche Politikerin (Bündnis 90/Die Grünen), MdL
- Lettenbauer, Johann Evangelist (1883–1969), deutscher Mann, Opfer eines Justizirrtums in Deutschland
- Lettenbauer, Wilhelm (1907–1984), deutscher Slawist
- Lettenbichler, Andreas (* 1974), deutscher Motorrad-Trial-Fahrer
- Lettenbichler, Josef (* 1970), österreichischer Politiker (ÖVP), Abgeordneter zum Nationalrat
- Lettenbichler, Manuel (* 1998), deutscher EndurofahrerManuel Lettenbichler (* 1998)

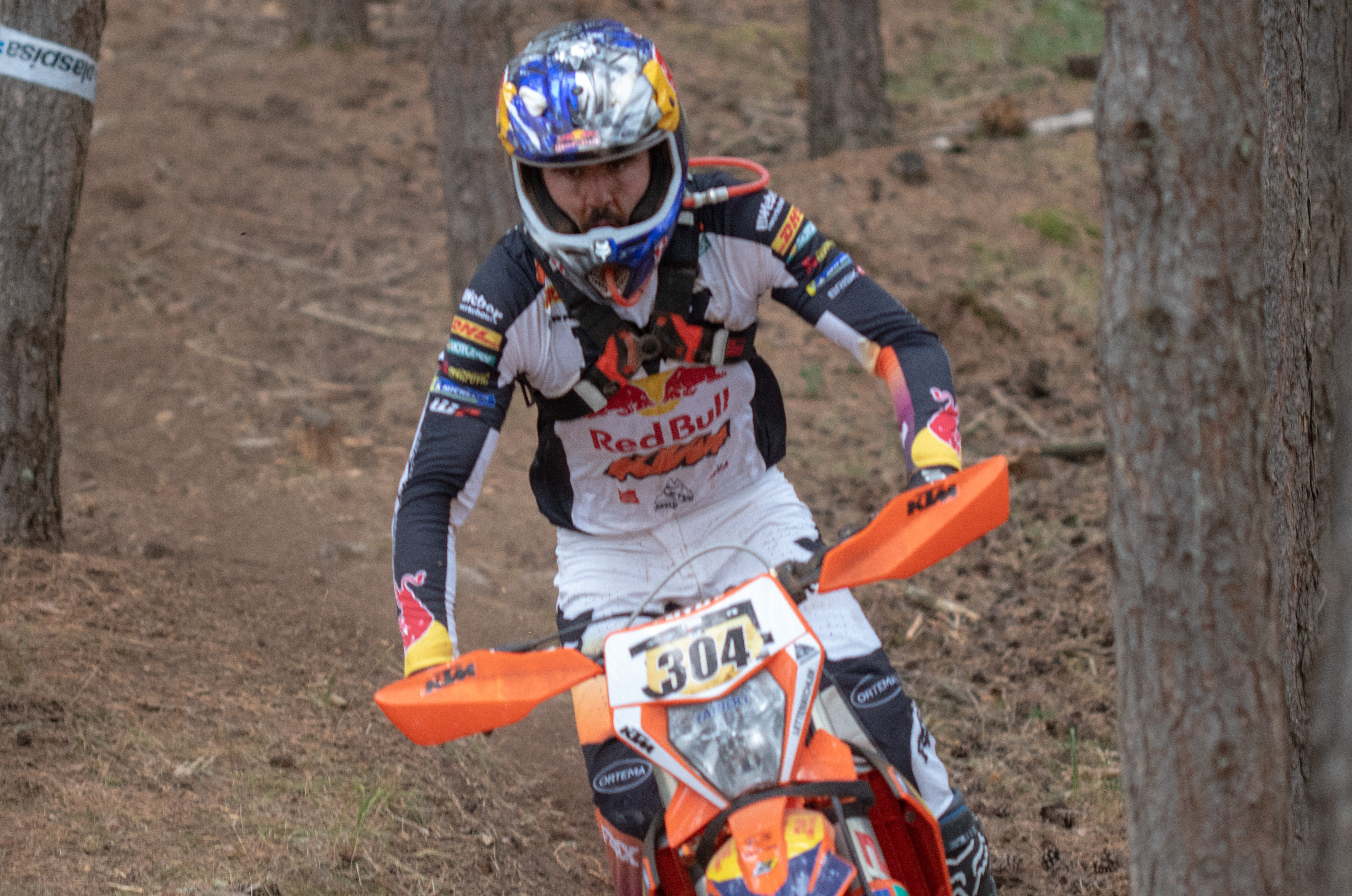
Manuel Lettenbichler (* 1998)

- Lettengarver, John (1929–1997), US-amerikanischer Eiskunstläufer
- Lettenmayer, Horst (1941–2024), deutscher Schauspieler und Synchronsprecher
- Lettens, Jef (* 1990), belgischer Handballspieler
- Letter, Stephan (* 1978), deutscher Serienmörder
- Letterer, Erich (1895–1982), deutscher Pathologe und Hochschullehrer
- Letterhaus, Bernhard (1894–1944), deutscher Widerstandskämpfer, Gewerkschaftsführer und Politiker (Zentrum), MdL
- Letterhaus, Grete (1902–1975), deutsche Zeitzeugin des Nationalsozialismus
- Letteri, Joe (* 1957), US-amerikanischer Spezialist für Visuelle Effekte und vierfacher Oscar-Preisträger
- Letterie, Martine (* 1958), niederländische Schriftstellerin
- Letteris, Max (1800–1871), jüdischer Autor, Literaturwissenschaftler und Orientalist
- Letterman, David (* 1947), US-amerikanischer TalkmasterDavid Letterman (* 1947)

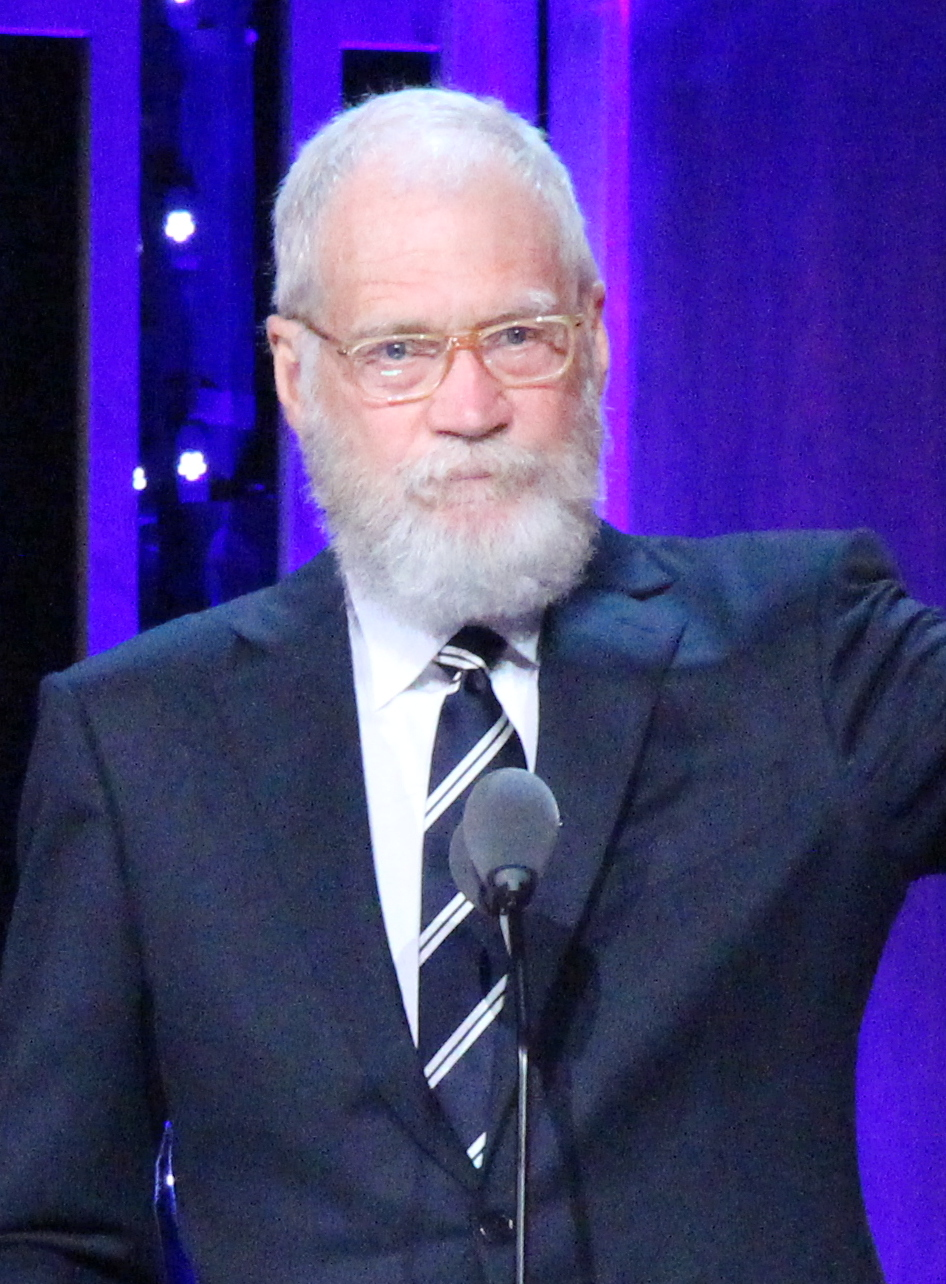
David Letterman (* 1947)

- Letterman, Rob (* 1970), US-amerikanischer Filmregisseur und Drehbuchautor
- Lettes-Desprez de Montpezat, Antoine de († 1544), französischer Adliger, Militär und Marschall von Frankreich
- Lettgau, Eduard (1819–1885), preußischer Generalmajor
- Lettich, Sheldon (* 1951), US-amerikanischer Regisseur, Drehbuchautor
- Lettiere, Angela (* 1972), US-amerikanische Tennisspielerin
- Lettieri, Al (1928–1975), US-amerikanischer Schauspieler
- Lettieri, Dave (* 1964), US-amerikanischer Radrennfahrer
- Lettieri, Gino (* 1966), italienischer Fußballtrainer
- Lettieri, Vinni (* 1995), US-amerikanischer Eishockeyspieler
- Letting, Vincent (* 1993), kenianischer Mittelstreckenläufer
- Lettinger, Rudolf (1865–1937), deutscher Theater- und Filmschauspieler
- Lettke, Klaus (* 1938), deutscher Autor
- Lettl, Christopher (* 1969), deutscher Ökonom und Hochschullehrer
- Lettl, Georg (1859–1932), mehrfacher Weltrekordhalter im Gewichtheben
- Lettl, Heinz (1933–1996), deutscher Fußballspieler und -trainer
- Lettl, Tobias (* 1968), deutscher Jurist und Hochschullehrer
- Lettl, Wolfgang (1919–2008), deutscher surrealistischer Maler
- Lettmaier, Saskia (* 1979), deutsche Rechtswissenschaftlerin, Rechtshistorikerin und Hochschullehrerin
- Lettmann, Gille, deutsche Textildesignerin und Schallplattenproduzentin
- Lettmann, Jochen (* 1969), deutscher Kanute
- Lettmann, Reinhard (1933–2013), deutscher Geistlicher und Theologe, römisch-katholischer Bischof von MünsterReinhard Lettmann (1933–2013)

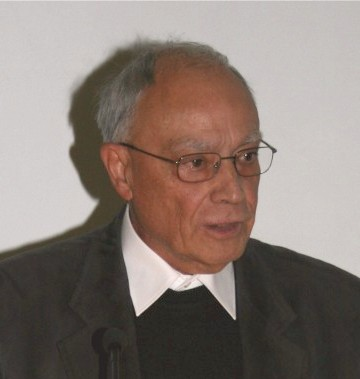
Reinhard Lettmann (1933–2013)

- Lettmayr, Michael (1838–1894), österreichischer Architekt und Baumeister
- Lettner, Christian (* 1974), österreichischer Schlagzeuger
- Lettner, Franz (1909–1998), österreichischer Maler
- Lettner, Franz Xaver (1760–1839), deutscher Pfarrer, Musiker und Komponist
- Lettner, Harald (* 1945), österreichischer Politiker (SPÖ), Abgeordneter zum Salzburger Landtag und Bürgermeister der Stadt Salzburg
- Lettner, Käthe (1906–1982), österreichische Skirennläuferin
- Lettner, Kurt (* 1937), österreichischer Pädagoge, Politiker, Heimatforscher, Chorleiter
- Lettner, Robert (1943–2012), österreichischer Maler
- Lettner, Rosa (1903–1980), deutsche Politikerin (KPD/SED), DFD-Funktionärin
- Letto, Arnulf (* 1932), deutscher Maler
- Lettoli, Gerard (* 1946), san-marinesischer Radrennfahrer
- Letton, Heinz (1888–1942), deutscher Unterhaltungsmusiker, Komponist und Filmkomponist
- Lettow, Bruno (1910–1986), deutscher SS-Sturmbannführer und Regierungsrat
- Lettow, Ewald George von (1698–1777), preußischer Oberst und Chef des gleichnamigen Garnisonsregiments
- Lettow, Fritz (1904–1989), deutscher Widerstandskämpfer
- Lettow, Georg Wilhelm von (1762–1842), preußischer Generalleutnant, Kommandeur der 4. Infanterie-Brigade
- Lettow, George Ulrich von (1714–1792), preußischer Rittergutsbesitzer und Landrat des Kreises Greifenberg
- Lettow, Heinrich Wilhelm von (1714–1793), preußischer Generalmajor
- Lettow, Karl Ernst Ludwig von (1746–1826), preußischer General
- Lettow, Kurt (1908–1992), deutscher Bildhauer
- Lettow, Thomas (* 1986), deutscher Schauspieler
- Lettow, Werner Ernst von (1738–1789), preußischer Rittergutsbesitzer, Landrat und Kriegs- und Domänenrat
- Lettow-Vorbeck, Gerd von (1902–1974), deutscher Jäger, Jagdschriftsteller und Schriftleiter beim Paul Parey Zeitschriftenverlag
- Lettow-Vorbeck, Hermann von (1835–1913), preußischer General der Infanterie
- Lettow-Vorbeck, Kurt von (1879–1960), deutscher Landrat
- Lettow-Vorbeck, Moritz von (1835–1920), preußischer Generalmajor
- Lettow-Vorbeck, Oskar von (1839–1904), preußischer Generalmajor und Militärschriftsteller
- Lettow-Vorbeck, Paul Karl von (1832–1919), preußischer General der Infanterie
- Lettow-Vorbeck, Paul von (1870–1964), deutscher General der Infanterie, Schriftsteller und Politiker (DNVP), MdRPaul von Lettow-Vorbeck (1870–1964)

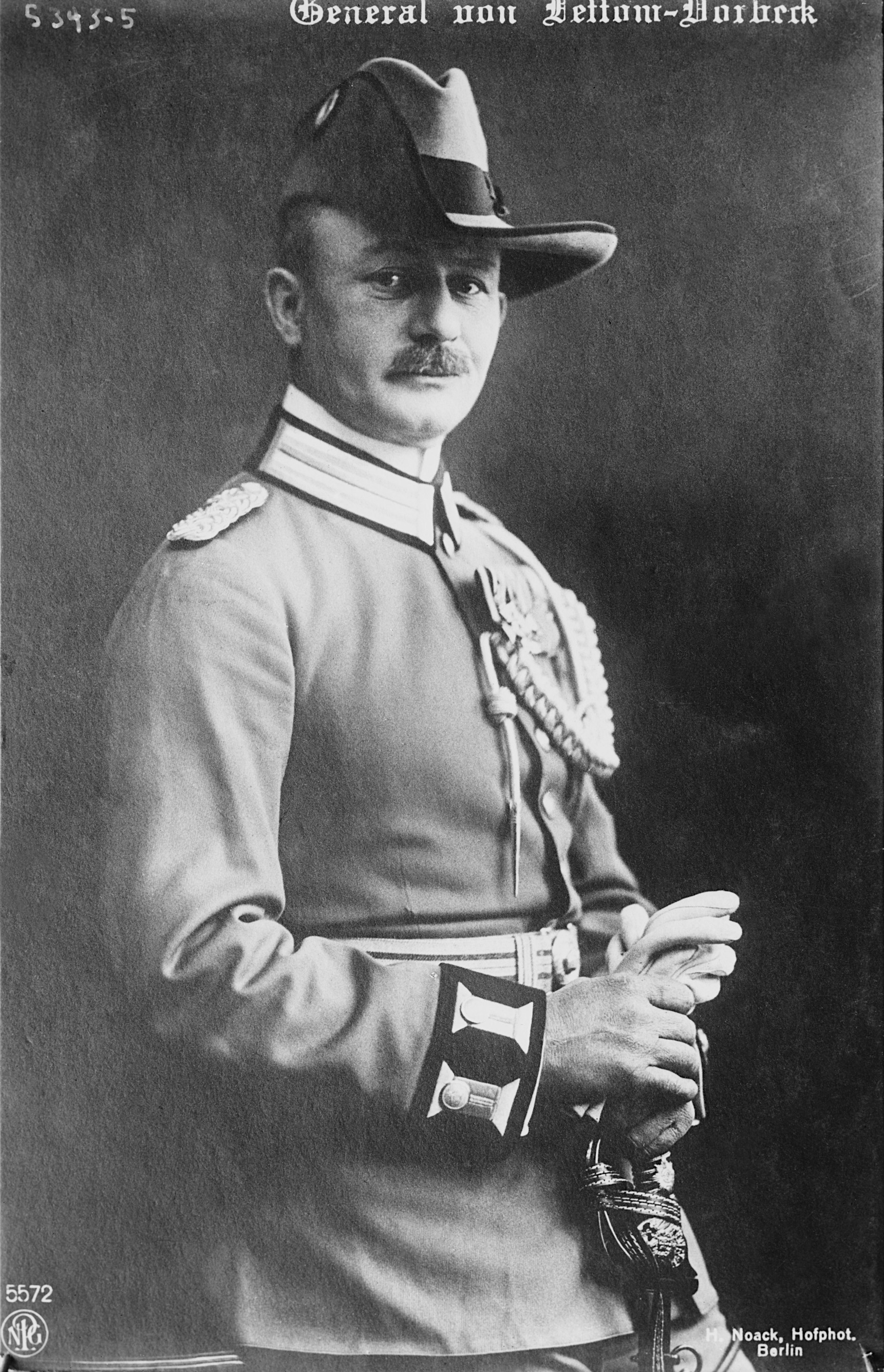
Paul von Lettow-Vorbeck (1870–1964)

- Lettrari-Pietzcker, Adriana (* 1979), deutsche Stiftungsvorständin, gesellschaftspolitische Aktivistin und Publizistin
- Lettré, Hans (1908–1971), deutscher Chemiker, Pharmakologe, Krebsforscher und Hochschullehrer
- Lettrich, Andrej (1922–1993), slowakischer Regisseur und Drehbuchautor
- Letts, Barry (1925–2009), britischer Schauspieler, Regisseur, Drehbuchautor und Filmproduzent
- Letts, Don (* 1956), britischer Musiker, DJ, Journalist und Filmregisseur
- Letts, Edmund A. (1852–1918), britischer Chemiker und Hochschullehrer
- Letts, Elizabeth (* 1961), US-amerikanische Schriftstellerin und Sachbuchautorin
- Letts, F. Dickinson (1875–1965), US-amerikanischer Jurist und Politiker
- Letts, Goff (1928–2023), australischer Politiker, Chief Minister des Northern Territory
- Letts, John (* 1964), US-amerikanischer Tennisspieler
- Letts, Tracy (* 1965), US-amerikanischer Dramatiker und SchauspielerTracy Letts (* 1965)

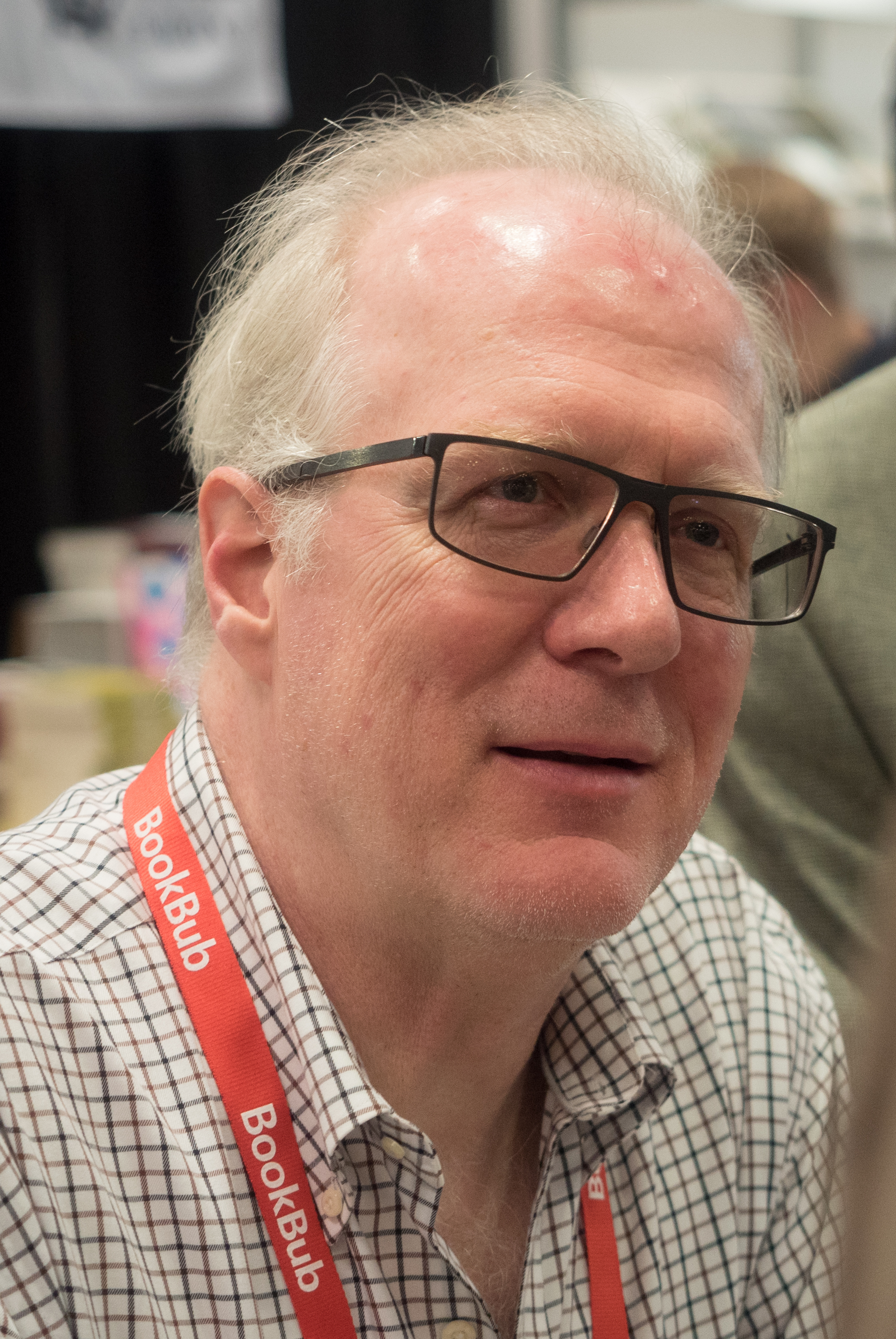
Tracy Letts (* 1965)

- Lettsch, Andreas, deutscher Notar, Schulmeister und Chronist
- Letty, Cythna Lindenberg (1895–1985), südafrikanische Botanikerin

### Letu
- Letulle, Claude J. (1919–2007), französischer Holocaustüberlebender, Résistancekämpfer und Autor
- Léturgie, Jean (* 1947), französischer Comic-Autor
- Léturgie, Maurice (1886–1959), französischer Radrennfahrer

### Letv
- Letvin, Norman L. (1949–2012), US-amerikanischer Immunologe und AIDS-Forscher

### Letw
- Letwin, Gordon (* 1952), US-amerikanischer Softwareentwickler
- Letwin, Oliver (* 1956), britischer Politiker (Conservative Party), Mitglied des House of Commons

### Letz
- Letz, Andreas (* 1962), deutscher Gewichtheber
- Letz, Emanuel (* 1976), deutscher Diplom-Verwaltungswirt und Politiker (FDP)
- Letz, Joe (* 1980), US-amerikanischer Schlagzeuger und DJ
- Letzel, Heio (* 1947), deutscher Dokumentarfilmer und Filmjournalist
- Letzel, Jan (1880–1925), tschechischer Architekt
- Letzel, Stephan (* 1954), deutscher Arbeitsmediziner und Universitätsprofessor
- Letzelter, Harry (* 1949), deutscher Leichtathletiktrainer
- Letzelter, Helga (* 1942), deutsche Leichtathletin und Sportwissenschaftlerin
- Letzelter, Jean-Claude (* 1940), französischer Schachspieler
- Letzelter, Johan (* 1984), französischer Fußballspieler
- Letzelter, Manfred (* 1940), deutscher Sportwissenschaftler und Leichtathlet
- Letzelter, Stefan (* 1971), deutscher Leichtathlet
- Letzerich, Manfred (* 1942), deutscher Leichtathlet
- Letzgus, Klaus (* 1940), deutscher Jurist und Staatssekretär (Mecklenburg-Vorpommern)
- Letzgus, Peter (* 1941), deutscher Politiker (CDU), MdB
- Letzig, Rudolf (1903–1989), deutscher Maler und Grafiker
- Letzin, Jirka (* 1971), deutscher Schwimmer
- Letzkau, Conrad († 1411), deutscher Bürgermeister der Danziger Rechtstadt
- Letzler, Fredrik (* 1972), schwedischer Schwimmer
- Letzmann, Johannes Peter (1885–1971), estnischer Meteorologe
- Letzner, Johannes (1531–1613), niedersächsischer lutherischer Geistlicher und Chronist
- Letzner, Karl Wilhelm (1812–1889), deutscher Lehrer und Entomologe
- Letzner, Wolfram (* 1957), deutscher Klassischer Archäologe und Sachbuchautor